# 몬카트의 등장인물 목록
몬카트의 등장인물 목록은 다음과 같다.

## 등장인물

### 인간
- 진 헤이스트 (김채하)

이 작품의 주인공이자 몬카트 센터에서 노르의 일을 거들면서 살고있다. 아버지인 카이트의 유품인 몬소드와 파트너 드라카를 손에 넣은 뒤 제2의 기사가 되고 싶어하는 소년이다. 마지막 화에서 진짜로 기사가 되었다.덤으로 세나 포시즌과 약혼했다. 가끔 듬직하다.
- 카이트 헤이스트 (엄상현)

전 카몬 왕국의 전설의 기사 출신으로 아들인 진을 그의 친구인 노르에게 맡긴 장본인. 데스트로와 몬카트 대결을 하던 도중 죽었다고 하였지만 마지막에는 생존이 확인되었다. 몬카트 대결도중 사고가 나서 드라카를 자신의 몬소드에 봉인했고 드라카는 기억을 잃었다.
- 세나 포시즌 (이보희)

카몬 왕국의 공주. 자신의 왕국을 구해야 한다는 숙명으로 죠크 경과 함께 라토나 마을에서 전설의 몬카트 기사를 찾고 있다. 왕가의 상징인 펜던트의 힘으로 몬스터와 대화를 할 수 있다. 마지막에 몰래 진 헤이스트, 로라 제시, 쿠비 큐피의 뒤를 따라간다. 진 헤이스트와 약혼했다.
- 로라 제시 (정윤정)

아버지인 노르와 몬카트 센터에서 일하고 있는 소녀. 강한 성격으로 자기 쪽에서 지고 들어가는 일은 없으나 마음은 따뜻하며 남을 보살피는 데 익숙하다. 약간은 까칠하지만 그래도 진 헤이스트에게 둘도 없는 친구. 진 헤이스트를 좋아해서 세나 포시즌을 질투한다.
- 노르 (하성용)

로라의 아버지이자 카이트의 친구. 진 헤이스트를 어린시절부터 키워왔다.
- 죠크 경 (엄상현)

카몬 왕국의 마법사, 본명은 죠크 델 로베르토. 데스트로의 야망을 막기위해 세나와 함께 라토나 마을에서 사라진 몬카트 기사인 카이트를 찾고 있다. 몬카트 경기 관람을 취미로 삼고있기 때문에 선수와 몬스터의 정보를 모두 알고있다.
- 쿠비 큐피 (홍소영)

라토나 마을 산속에서 혼자 살고 있는 소년, 먹는 것을 목숨처럼 여기고 있다. 자신의 욕구에 솔직하며 일반 사람들과 달리 가치관이 다르다. 갖고 싶은 것이 있다면 자신의 물건과 바꿔달라는 말버릇이 있다. 전설의 몬카트 기사이다.
- 미하엘 화이트 (여민정)

진과 로라의 소꿉친구로 차분하며 상황판단이 빠르다. 몬카트 기사가 되기 위해 전국을 돌아다니며 많은 경기에 참여하고 있다. 매사에 냉정하지만 동생 로빈과 친구들에게는 다정하다. 
- 로빈 화이트 (김은아)

미하엘의 남동생으로 미하엘과 달리 소심하고 겁이 많은 성격을 지녔지만 미하엘의 마음을 읽어준다.
- 마크 블루 (이현)

라토나 마을에 악동으로 자신이 가장 빠르다고 생각한다. 하지만 진과 드라카 때문에 매번 패배만 사게된다.
- 케이 해리스 (전해리)

라토나 마을에 살고있는 소년으로 마음은 약하지만 냉철함을 가지게 된다.

#### 모험을 통해 만난 인물들
- 베스 테일러 (장은숙)

리플라워 타운에 등장하는 소녀로 가문의 대대로 위그 드라실을 수호하고 있다.
- 비비 레몬 (김명준)

리플라워 타운에 등장하는 소년으로 꿀벌 복장을 입고 있으며 자신을 엘리의 남자친구로 생각한다.
- 엘리 발렌시아 (정혜원)

리플라워 타운에 등장하는 소녀로 원래는 베스와 친구사이였지만 젬스톤의 얘기를 들은 뒤 독차지하기 위해 모든 경기에서 우승을 노리고 있었으나 진에게 패배한 이 후 자신의 잘못을 깨닫게 된다. 지금은 진을 좋아한다.
- 니켈 슈바인 (심규혁)

고스티아에 등장하는 소년으로 아버지인 가르바와 함께 호텔을 운영하고 있다. 마법사가 되고 싶어한다.
- 가르바 (소정환)

고스티아에 등장하는 인물로 위에 본 것과 마찬가지로 아들인 니켈과 함께 호텔을 운영하고 있다.
- 루이 드 브로이 14세 (신용우)

고스티아에 등장하는 왕자로 고스트라이더를 이기기 위해 나섰지만 현재 진과 친구들과 함께 동행하고 있다.
- 베이드 레저 (천지선)

고스티아에 등장하는 소년으로 고스트라이더.
- 라이딘 볼드 (김영선)

스카이밸리에 등장하는 소년으로 평소에 하늘을 날아다닌다. 바람을 읽을 수 있는 장점을 가졌지만 바람둥이라는 단점을 가졌다.
- 데니스 로엔 (이지현)

스카이밸리에 등장하는 소녀로 시각장애로 태어났지만 몬카트 실력이 뛰어나다. 마음의 상처를 많이 입었지만,버렛 덕에 버틸 수 있었다.
- 첸 센트럴 (이호산)

뱀부타운에 왕자로 대나무 숲에서 살고 있다. 어렸을 때 카이트에게 훈련을 받은 적이 있어서 드라카에 대한 정보를 알고있다.
- 이사벨 윈드 (전해리)

포스카 시티에 여전사, 안젤라의 언니
- 안젤라 윈드 (김보민)

포스카 시티에 등장하는 소녀로 이사벨의 여동생.

#### 악당
- 데스트로 (안장혁)

중간보스. 칠흑의 투구로 얼굴을 가린 기사로 카몬왕국에서 절대적인 인기와 신뢰를 얻고 있으며 국가의 실권을 장악하고 있다. 목적을 이루기 위해서는 동료의 목숨을 뺏는 것도 서슴지 않아 모두에게 두려움을 떨게 만든다. 
- 페텔 바스카윌 (전태열)

데스트로의 제자로 독보적인 실력자, 과거 괴한의 손으로 인해 부모님을 잃었기 때문에 '약한건 죄다'라는 걸 깨닫게 되자 최강의 힘을 추구하며 카몬 왕국 최고의 강자가 되고자 하는 야망을 품고 있다.
- 아우비스 (김영선)

데스트로의 부하로 수수께끼의 탈을 쓰고있는 마법사. 자신이 만든 씨앗으로 몬스터를 조종할 수 있다(인간이라고 했지만 얘 몬스터임) 걍 아오피론이다. 아우비스 정체가 아포리온이다.

### 몬스터
왼쪽은 평범한 몬스터의 이름이고 오른쪽은 에볼루션 제트로 진화했을때의 이름이다.
- 드라카/드라버스트 (권지애)
  - 진의 파트너로 드래곤 몬스터이다. 전설의 몬스터이자 카이트의 파트너였지만 몬소드에 봉인되면서 기억을 모두 잃어버렸다. 진과  투닥투닥대며 지내고 있지만 다른 몬스터들에게 솔직하게 말할 정도로 용감하다.
  - 스킬: 파이어볼
- 루스
  - 세나의 펜던트에서 깨어난 왕가의 전설 몬스터이다. 아포리온을 봉인한 성스로운 몬스터이다.
- 페네 (김보민)
  - 로라의 파트너로 감정표현이 풍부한 토끼의 몬스터이다. 기분이 좋을 때 폴짝폴짝 뛰는 습관이 있다.
  - 스킬: 쇼크 웨이브
- 몬챠 (홍범기)
  - 쿠비의 파트너로 불가사의한 매력이 넘치는 몬스터이다. 산 속에서 생활하고 있으며 빠른 스피드를 가졌고 방귀를 이용해 속도를 증가시킨다. 스카이벨리에서 죽은 줄만 알았지만 살아서 빙글빙글맨 2호라는 이름으로 나왔다.
  - 스킬: 긴 혀를 활용한 공격, 뿡뿡이 탄체.전설의 몬스터라고 했는데 뭔가 방귀쟁이,먹보 몬스터인 것 같다.
- 레오/레오자드 (전태열)
  - 미하엘의 파트너로 자존심과 승부욕이 강한 사자의 몬스터이다.
  - 스킬: 크리스탈 아이스, 아이스 스톰
- 라르켄/다켄
  - 페텔의 파트너로 최강의 힘을 지닌 드래곤의 몬스터이다. 색깔만 다를 뿐이지 모습은 드라카와 같다.
  - 스킬: 데스 사이드
- 버키 (이한솔)
  - 마크의 파트너로 벌레의 몬스터이다.
  - 스킬: 버그빔, 버그러쉬
- 제로 (하성용)
  - 케이의 파트너로 로봇의 몬스터이다. 어떤 말이든 그대로 복종한다.
  - 스킬: 필라멘트 레이저
- 퓨리
  - 베스의 파트너로 장미꽃의 몬스터이다.
  - 스킬: 로즈스톰, 바인어택
- 베스퍼 (이민규)
  - 비비의 파트너로 꿀벌의 몬스터이다.
  - 스킬: 호넷 스팅거, 메테오 스팅거
- 픽시
  - 엘리의 파트너로 말하는 꽃들을 괴롭히는 나비의 몬스터이다.
  - 스킬: 스파클링 더스트
- 랜슬롯/랜스아더 (엄상현)
  - 루이의 파트너로 투구복장을 한 기사형태의 몬스터이다. 가끔 머리가 떨어지는게 단점이다.신체를 분해하는 능력을 가졌다.
- 단테 (박성태)
  - 베이드의 파트너로 박쥐의 몬스터로 고스트 라이더이자 몬스터 중 말을 할 수 있는 특이한 점을 가졌다. 상대방에게 최면을 걸어 마음대로 조종할 수 있고 블랙홀을 이용해 기사와 몬스터들을 안개속으로 빨아들인다.
- 트리키 (김은아)
  - 니켈의 파트너로 흰색 마스크를 쓴 정체불명의 몬스터이다. 사물을 통과하거나 누구로든 변신할 수 있다.
- 루다 (진정일)
  - 라이딘의 파트너로 독수리의 몬스터이다.
- 치키 (이보희)
  - 로빈의 파트너로 닭의 몬스터이다.
- 버렛 (홍소영)
  - 데니스의 파트너로 부엉이의 몬스터이다. 데니스의 눈이 되어준다. "부우"하고 운다.
- 샤오룽/레이룽 (신용우)
  - 첸의 파트너로 용의 몬스터이다.
- 라비 (천지선)
  - 안젤라의 파트너로 여우 몬스터이다.
- 카이오스 (김영선) 
  - 데스트로의 파트너로 드래곤 몬스터이다. 카이오스 정체가 바로 궁전 마법사 아우비스였고, 진짜 모습은 아포리온이다.
- 아포리온 (김영선)
  - 최종보스. 궁전 마법사 아우비스의 정체이자 몬스터의 왕이라고 부르기도 한다. 초대 포시즌 대왕이 물리쳤던 사악한 드래곤이다.